# Trijang Rinpoché

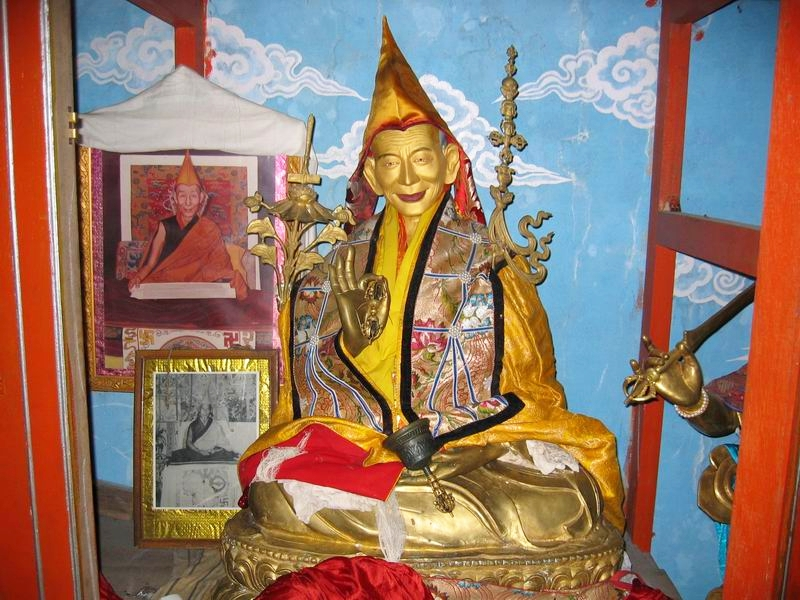
Statue de Kyabje Trijang Rinpoché au monastère de Séra à Bylakuppe, en Inde.

Kyabdjé Trijang Dorjéchang Losang Yéshé Tenzin Gyatso Rinpoché (30 avril 1901- 9 novembre 1981 Dharamsala) fut un lama guéloug et un disciple direct de Djé Pabongka. Il fut le premier tuteur du 14e Dalai Lama et le lama racine de la plupart des plus importants lamas guélougs enseignant en Occident, dont Guéshé Rabtèn, Lama Yéshé, Lama Gangchen Rinpoche et Guéshé Kelsang Gyatso. Guéshé Kelsang a comparé Kyabdjé Tridjang Rinpotché à « un vaste réservoir duquel tous les pratiquants guélougpas actuels ont reçu des « eaux » de bénédictions et d'instructions », et il fut décrit ailleurs comme étant  « l'un des maîtres bouddhistes tibétains les plus influents de notre temps ».
Il tint des places importantes au sein de l'école guéloug dont celle de Gandèn Tripa, le chef des guélougpas. Trijang Rinpoché fut également celui qui fit publier le texte classique du Lam Rim, La Libération dans la Paume de votre Main.
Trijang Rinpoché, comme son enseignant Djé Pabongka, était un fervent partisan de la pratique de Dordjé Shougdèn et la développa largement sa vie durant.
Il a écrit Musique ravissant l'océan des protecteurs, un commentaire à la louange de Eons infinis écrit par le guide spirituel de Pabongka, Dagpo Lama Rinpoché.
Kyabdjé Trijang Rinpoché est reconnu comme étant l'auteur de Gyallou, l'hymne national tibétain adopté par la communauté en exil, vers 1950.

## Naissance et jeunes années
Le père de Trijang Rinpoché, Tserin Dondrub, était un descendant de l'oncle du VIIe Dalai Lama, Losang Kelzang Gyatso ainsi qu'un érudit en religion. Sa mère, Tsering Drolma, vient du village de Guntang Nanggong. Trijang Rinpoché est né à Guntang en hiver 1901, "l'année de l'Augmentation" ou "l'année du Taureau de Fer". On prétend qu'un abricotier a fleuri et a donné trente abricots le jour de sa naissance bien que l'on fût au cœur de l'hiver.
Avant de marcher il montra un grand intérêt pour les peintures religieuses, les statues et les instruments rituels tantriques et faisait comme s'il récitait des prières.
Quand des nouvelles de ces actions précoces sont parvenues à Ngarampa Losang Tendar et Guéshé Gendun Dragpa Chen, responsables de trouver la réincarnation de Losang Tsultrim Palden, qui était le Gandèn Tripa et le premier Trijang Rinpoché, ils se rendirent à Gungtang, son lieu de naissance. Quand l'enfant les vit, il s'écria : "Gendun Dragpa !" et ensuite lui demanda de lui laver les pieds. Gendun Dragpa avait l'habitude de laver les pieds de Losang Tsultrim Palden alors qu'il avait des rhumatismes.
L'enfant a aussi correctement identifié la statue personnelle, le rosaire et le bol du premier Trijang Rinpoché présentés parmi d'autres objets. Ce signe et d'autres conduisirent les "chercheurs" à conclure qu'ils avaient probablement trouvé la "bonne" incarnation.
Le XIIIe dalai lama, à qui on avait donné une liste de noms de plusieurs garçons qui avaient montré des signes encourageants, dit :

« Le mieux serait de reconnaître le garçon né de la fille Tsering Drolma dans l'année du "Taureau de Fer" comme la réincarnation du précédent occupant du trône de Gandèn. »

Il a été invité par le XIIIème Dalai Lama dans la résidence de Trijang à Lhassa à l'âge de 3 ans. Il a appris à lire, comprenant rapidement et facilement ce qui lui était enseigné à commencer par l'alphabet.

## Rencontre avec son guide spirituel
En 1906, à l'âge de 5 ans, il déménagea de la résidence de Trijang à Chusang Ritroe, où il rencontra Pabongka Rinpoché. Il reçut de sa part son premier enseignement, Ensemble d'initiations de Manjushri de la lignée secrète de Djé Tsongkhapa. Pabongka Rinpoché prit grand plaisir à s'occuper de ce jeune enfant. Leur forte connexion durera toute la vie et il devint le plus proche disciple de Pabongka Rinpoché.

## Sa réincarnation
Kyabdjé Trijang Rinpoché s'est réincarné en la personne de Kyabje Trijang Chocktrul Rinpoché.